# Dresden Grenzstraße
Dresden Grenzstraße – przystanek kolejowy w Dreźnie, w kraju związkowym Saksonia, w Niemczech. Przystanek posiada 2 perony.